# HD 41004
HD 41004 es una estrella binaria de magnitud aparente +8,65 situada en la constelación de Pictor.
Se conoce la existencia de una enana marrón y de un planeta extrasolar en este sistema estelar.

## HD 41004 A
La componente principal, HD 41004 A, es una subgigante naranja de tipo espectral K1IV, anteriormente clasificada como K0V.
Tiene una temperatura efectiva de 5242 K y su luminosidad equivale al 65% de la luminosidad solar.
Su diámetro es un 7% más grande que el del Sol.
Gira sobre sí misma con una velocidad de rotación proyectada —límite inferior de la misma— de 1,2 km/s, siendo su período de rotación de aproximadamente 27 días.
Su edad se estima en 1600 millones de años.
La metalicidad de HD 41004 A, dato relacionado con la presencia de sistemas planetarios, es superior a la solar en un 45% ([Fe/H] = +0,16).
Otros elementos como níquel, silicio y, en menor medida, magnesio son igualmente más abundantes que en nuestra estrella.

## HD 41004 B
La estrella secundaria, HD 41004 (HDS 814B), es una enana roja de tipo M2 y magnitud +12,3.
La separación visual con HD 41004 A es de 0,53 segundos de arco; ello implica que la separación proyectada entre ambas estrellas es de 21 UA y su período orbital puede ser de 90 años aproximadamente.
El sistema se encuentra a 133 años luz del sistema solar.

## Sistema planetario y enana marrón
Desde 2004 se conoce la existencia de un planeta extrasolar en órbita alrededor de HD 41004 A, la principal componente del sistema.
Denominado HD 41004 A b, tiene una masa mínima 2,54 veces mayor que la de Júpiter.
Se mueve a una distancia media de 1,64 UA respecto a la estrella y su órbita es moderadamente excéntrica (ε = 0,39).
Completa una vuelta alrededor de HD 41004 A cada 963 días.
| Acompañante (En orden desde la estrella) | Masa (MJ)     | Período orbital (días) | Semieje mayor (UA) | Excentricidad |
| ---------------------------------------- | ------------- | ---------------------- | ------------------ | ------------- |
| HD 41004 A b                             | > 2,54 ± 0,64 | 963 ± 38               | 1,64               | 0,39 ± 0,17   |

Las relaciones C/O y Mg/Si en HD 41004 A permiten inferir la composición de planetas terrestres. 
El cociente C/O igual a 0,87 implica que, a diferencia del Sistema Solar, el carbono se encuentra en forma de grafito y carburos como carburo de titanio y carburo de silicio.
Silicatos de hierro y magnesio tales como olivino y piroxeno también estarían presentes en las regiones más alejadas de la estrella.
Por otra parte, HD 41004 B —la enana roja del sistema— está acompañada por una enana marrón con una masa mínima 18,4 veces mayor que la de Júpiter.
Recibe el nombre de HD 41004 B, orbita a sólo 0,018 UA de la estrella y tiene un corto período orbital de sólo 1,33 días.
Pese a la cercanía entre ambos objetos, la órbita no es completamente circular.
| Acompañante (En orden desde la estrella) | Masa (MJ)     | Período orbital (días) | Semieje mayor (UA) | Excentricidad |
| ---------------------------------------- | ------------- | ---------------------- | ------------------ | ------------- |
| HD 41004 B b                             | > 18,4 ± 0,22 | 1,3283 ± 1,2×10-5      | 0,0177             | 0,081 ± 0,012 |